# Martine Leibovici
Martine Leibovici és filòsofa, professora emèrita de la Universitat Paris Diderot-Paris 7 i membre del Laboratori de Canvi Social i Polític de la mateixa universitat. És una gran coneixedora de l'obra de la filòsofa Hannah Arendt i ha publicat sobre ella diversos llibres, entre els quals Hannah Arendt, une Juive. Expérience, politique et histoire (Desclée de Brouwer, 1998); Hannah Arendt y la tradición judía. El judaísmo a prueba de la secularización (UNAM, 2005)i més recentment, amb Anne-Marie Roviello, Le pervertissement totalitaire. La banalité du mal selon Hannah Arendt (Paris, Klimé, 2017). Autora també del llibre Autobiographies de transfuges. Karl Philipp Moritz, Richard Wright, Assia Djebar (Le Manuscrit, 2013), publica regularment articles sobre autors com Emmanuel Lévinas, Simone Weil o Jacques Derrida.